# Liljeholmen (metropolitana di Stoccolma)
Liljeholmen è una stazione della metropolitana di Stoccolma.
Situata sul territorio della circoscrizione di Hägersten-Liljeholmen, la fermata si trova sulle linee rosse T13 e T14 della rete metroviaria locale, tra le stazioni di Hornstull e quelle di Aspudden o Midsommarkransen, a seconda del capolinea di destinazione.
È in funzione dal 5 aprile 1964, ovvero il giorno in cui fu inaugurata la prima parte della linea rossa fra T-Centralen e Örnsberg (linea T13) o Fruängen (T14).
Le tre piattaforme sono raggiungibili da due biglietterie distinte: l'entrata settentrionale (che si trova sul viale Liljeholmsvägen) è collocata in prossimità della stazione del Tvärbanan, una locale linea metrotranviaria. Non è una stazione sotterranea poiché banchine e binari sono posizionati in superficie, protetti da una copertura totale. Lo studio di architettura Olov Blomkvist si occupatò della sua progettazione, mentre gli artisti Carl Axel Lunding e Leif Bolter apportarono il loro contributo nella decorazione degli interni.
Nel 2009, durante un normale giorno feriale, transitavano in media 27.300 persone circa.

## Tempi di percorrenza
| Linea | Capolinea     | Tempo  | Stazione                                      | Tempo                     |
| T13   | Ropsten       | 18 min | Slussen Gamla stan T-Centralen Östermalmstorg | 6 min 8 min 10 min 12 min |
| T13   | Norsborg      | 26 min | Slussen Gamla stan T-Centralen Östermalmstorg | 6 min 8 min 10 min 12 min |
| T14   | Fruängen      | 8 min  | Slussen Gamla stan T-Centralen Östermalmstorg | 6 min 8 min 10 min 12 min |
| T14   | Mörby centrum | 25 min | Slussen Gamla stan T-Centralen Östermalmstorg | 6 min 8 min 10 min 12 min |